# Out Of Skin

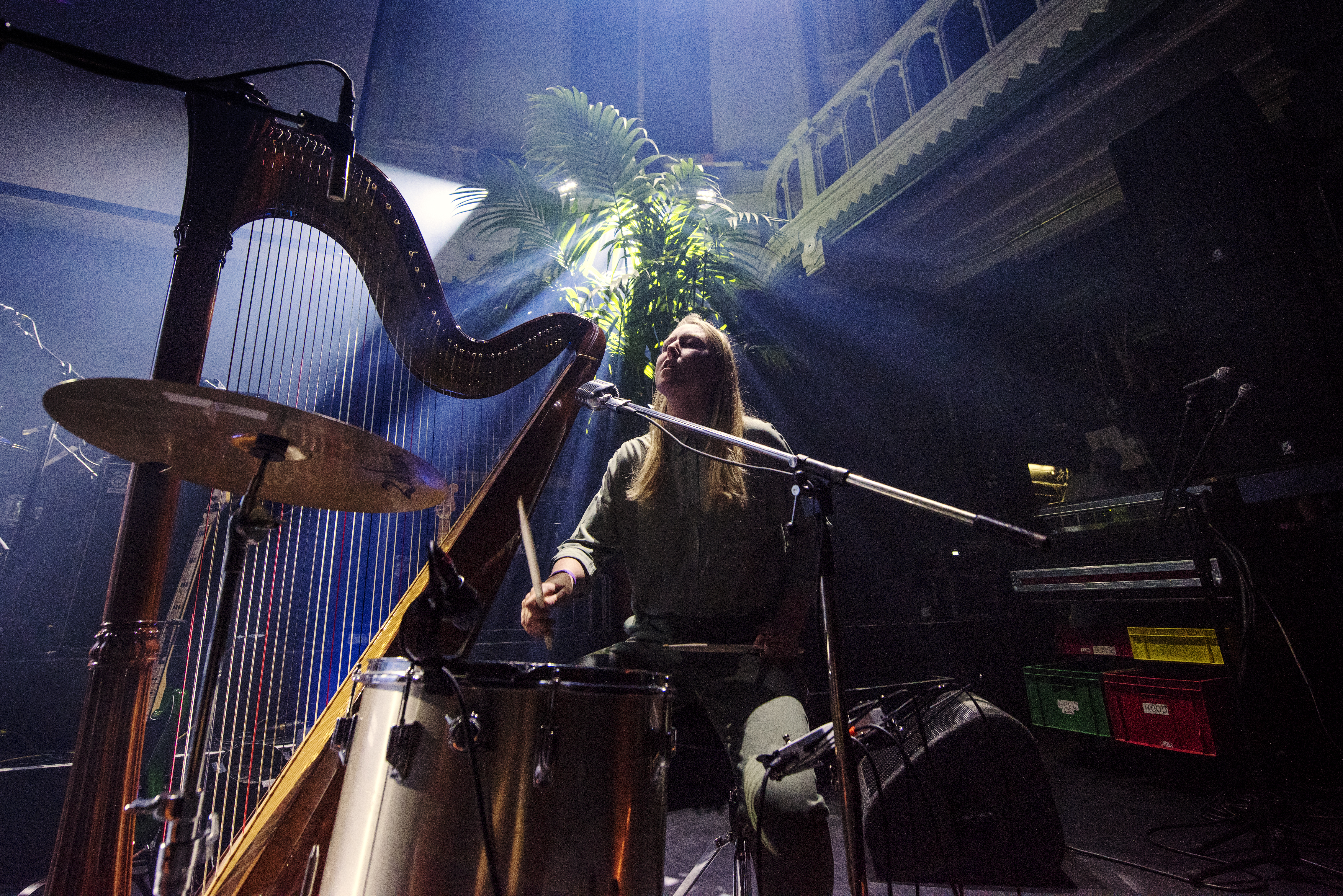
Out Of Skin live in Paradiso

Out Of Skin is een Nederlandse indie-band en combineert harp, gitaar en zang met elektronische klanken.

## Geschiedenis
Het trio won in 2016 de Grote Prijs Van Rotterdam 2016 en kwam vlak daarna met de eerste EP. In 2018 stond Out Of Skin in Paradiso tijdens de finale van de Grote Prijs van Nederland. Daarna zijn ze nieuw materiaal gaan maken en gaan opnemen met producer Simon Akkermans in de Epic Rainbow Unicorn Studio.